# Reuil-sur-Brêche
Reuil-sur-Brêche – miejscowość i gmina we Francji, w regionie Hauts-de-France, w departamencie Oise.
Według danych na rok 1990 gminę zamieszkiwało 221 osób, a gęstość zaludnienia wynosiła 18 osób/km² (wśród 2293 gmin Pikardii Reuil-sur-Brêche plasuje się na 777. miejscu pod względem liczby ludności, natomiast pod względem powierzchni na miejscu 311.).